# Bêđa
Bêđa (sinh 672/673 - mất 26 tháng 5 năm 735), cũng được gọi là Thánh Bêđa hay Bêđa Khả kính (tiếng Latinh: Beda Venerabilis), là một tu sĩ người Anh ở tu viện Thánh Phêrô Monkwearmouth cũng như tu viện Thánh Phaolô Jarrow, miền Đông Bắc của Anh Cát Lợi, khi đó thuộc Vương quốc Northumbria. Ông được biết đến là một tác giả và học giả, với tác phẩm nổi tiếng nhất của mình Historia ecclesiastica gentis Anglorum ("Lịch sử giáo hội của người Anh") ông được gọi là "Cha của ngành sử học Anh".
Bêđa là người Anh duy nhất được truy phong Tiến sĩ Hội thánh (Anselm thành Canterbury là người gốc Ý). Ông là một nhà ngôn ngữ học và dịch thuật uyên thâm, công trình của ông đã giúp các đồng nghiệp Anglo-Saxon dễ tiếp cận hơn với tác phẩm của các giáo phụ vốn viết bằng tiếng Latinh và tiếng Hy Lạp.